# Carl von Linde

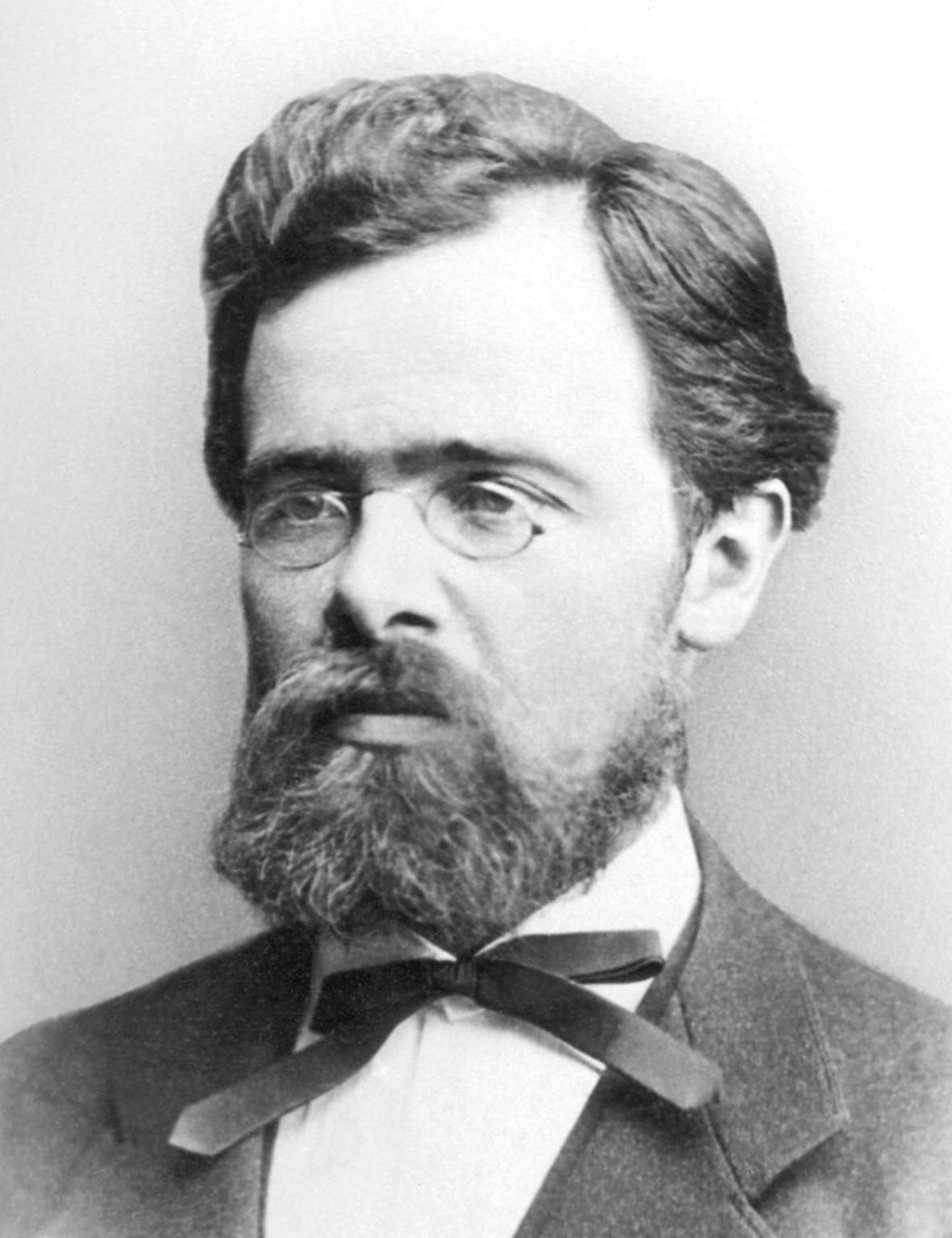
Carl von Linde in 1868

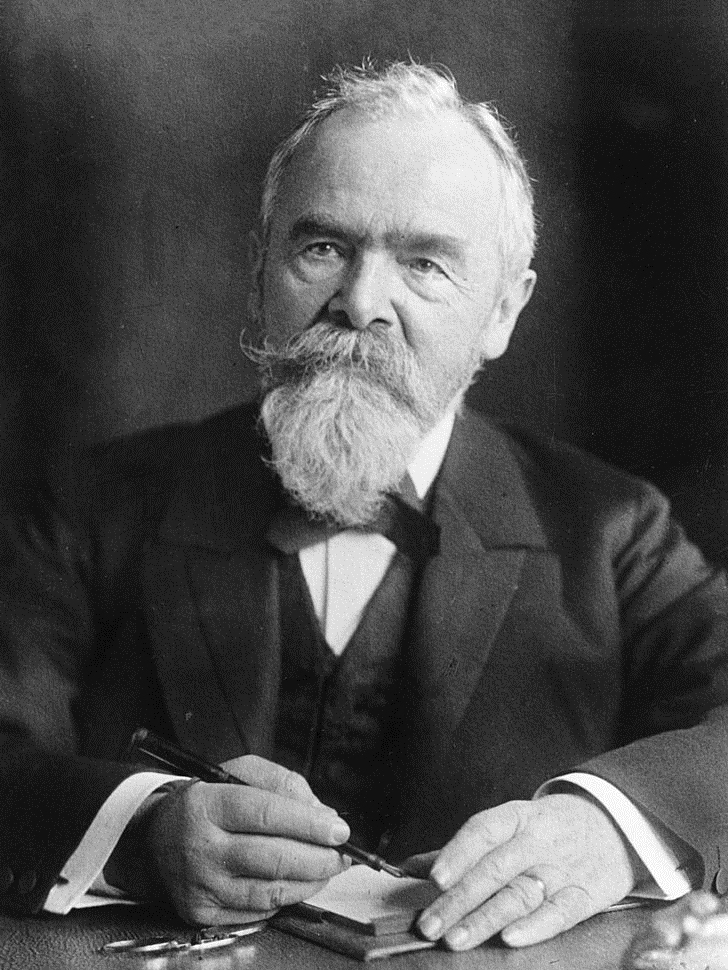
Carl von Linde in 1925

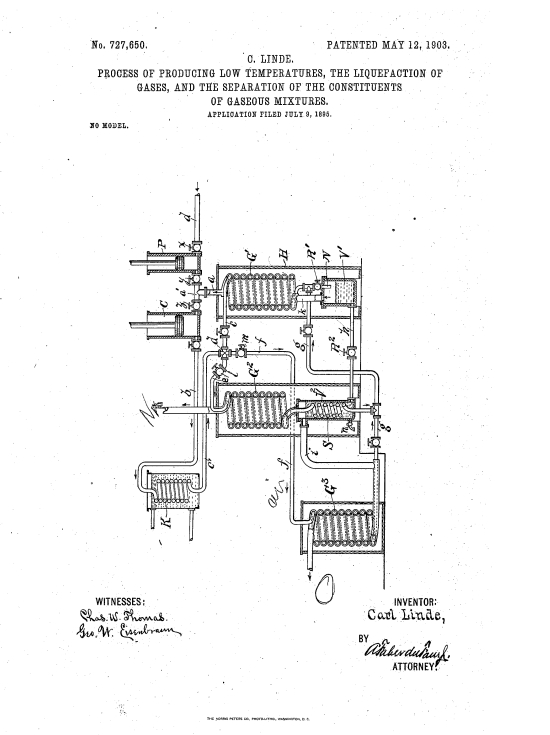
Het patent van Carl Linde

Carl Paul Gottfried Linde, vanaf 1897 Ritter von Linde, (Berndorf (Opper-Franken), 11 juni 1842 – München, 16 november 1934) was een Duitse ingenieur en uitvinder op het gebied van koudetechniek en het vloeibaar maken en scheiden van gassen met het door hem uitgevonden Linde-proces. Hij was een mede-oprichter van het huidige multinationale bedrijf Linde AG.

## Biografie
Carl Linde studeerde aan het gymnasium van Kempten im Allgäu en nadien aan de technische hogeschool van Zürich, met Rudolf Clausius, Gustav Zeuner en Franz Reuleaux als professoren. Hij studeerde af in 1864; Releaux bezorgde hem een baan bij een katoenfabriek in Kempten. Maar hij ging daar al snel weg en trok naar München, waar hij de leiding kreeg van het ontwerpbureau van de locomotievenfabriek Krauss. In 1868 werd hij, als 26-jarige, benoemd tot buitengewoon hoogleraar aan de Polytechnische school van München, waar hij in 1872 gewoon hoogleraar werktuigbouwkunde werd.
Linde legde zich toe op de koudetechniek en vond koelmachines uit, die werkten met dimethylether en later ammoniak als koudemiddel. In 1873 bouwde hij een koelmachine voor bierbrouwers, waarmee de vergisting bij constante, lage temperatuur mogelijk werd (ondergisting). Als bijproduct maakte de machine kunstijs, waarmee het bier gekoeld bewaard kon worden. Het procedé werd door grote Europese brouwers opgepikt waaronder Spaten in München, Heineken in Nederland en Carlsberg in Denemarken.
In 1879 gaf Linde zijn leerstoel op en stichtte, samen met twee brouwers en drie anderen de firma Gesellschaft für Lindes Eismaschinen AG, het latere Linde AG. De firma kende een groot succes in de jaren 1880; haar ijsmachines werden niet alleen bij brouwers maar ook voor koelhuizen in slachthuizen en andere magazijnen ingezet.
In 1890 nam Linde zijn professoraat in München terug op en richtte zich op het onderzoek van nieuwe koelcycli bij lage temperaturen. In 1895 slaagde hij erin lucht vloeibaar te maken door ze in een cyclus herhaaldelijk samen te persen, te koelen en weer te laten uitzetten, waarbij het gas door het Joule-Thomson-effect afkoelt totdat het vloeibaar wordt. De uitzettende lucht onttrekt daarbij warmte aan reeds samengeperste lucht. De vloeibare lucht kon hij dan scheiden in een stikstof- en een zuurstofrijke fractie door middel van fractionele destillatie. Hij vroeg hiervoor een octrooi aan; in de Verenigde Staten werd dit pas in 1903 verleend.
In 1897 werd hij door de Prinsregent Luitpold van Beieren onderscheiden met de Orde van Verdienste van de Beierse Kroon en mocht hij zich Carl Ritter von Linde noemen.
Na 1910 trok hij zich terug uit de leiding van zijn succesvolle vennootschap en gaf die over aan zijn zonen Friedrich en Richard. Hij stierf in 1934 op 92-jarige leeftijd.